# Ghost (soundtrack)
Ghost is de originele soundtrack, gecomponeerd en gedirigeerd door Maurice Jarre voor de film Ghost uit 1990 van Jerry Zucker. Het album werd uitgebracht in 1990 door Milan Records en Varèse Sarabande.

## Achtergrond
De soundtrack bevat ook het nummer "Unchained Melody" uit 1955, gecomponeerd door Alex North met tekst van Hy Zaret. In Ghost verschijnt het nummer zowel instrumentaal als vocaal, waarbij de laatste versie werd opgenomen door Bobby Hatfield van The Righteous Brothers in 1965.
De muziek werd opgenomen in de Burbank Studios door geluidstechnicus Robert Fernandez en in de Columbia Studios door Shawn Murphy, die tevens de muziek gemixt heeft.
Het soundtrackalbum werd wereldwijd uitgebracht op Milan Records, maar in licentie gegeven aan Varèse Sarabande in Noord-Amerika. Het werd in 1995 opnieuw uitgebracht met twee extra nummers, en later als onderdeel van Milan's Silver Screen Edition-serie met de extra nummers en een interview met Maurice Jarre.
In 2019 bracht Milan Records het soundtrackalbum (inclusief bonustracks) opnieuw uit als 30e jubileumeditie, met het enige verschil dat de tracks "Unchained Melody" vocaal en instrumentaal zijn omgewisseld in de tracklijst.

## Tracklijst
Alle muziek en teksten zijn geschreven door Maurice Jarre, tenzij anders vermeld. 
| 1.                 | Unchained Melody – The Righteous Brothers (geschreven door Alex North en Hy Zaret)                     | 3:37 |
| 2.                 | Ghost                                                                                                  | 7:24 |
| 3.                 | Sam | 5:33 |
| 4.                 | Ditto                                                                                                  | 3:19 |
| 5.                 | Carl                                                                                                   | 4:06 |
| 6.                 | Molly                                                                                                  | 6:17 |
| 7.                 | Unchained Melody (Orchestral) (geschreven door Alex North en Hy Zaret; gedirigeerd door Maurice Jarre) | 3:59 |
| 8.                 | End Credits                                                                                            | 4:17 |
| Totale duur: 38:34 | |      |

| 9.                 | Fire Escape             | 3:12 |
| 10.                | Oda Mae & Carl          | 3:58 |
| 11.                | Maurice Jarre Interview | 9:51 |
| Totale duur: 55:33 |                         |      |

## Hitnoteringen

### NPO Klassiek Filmmuziek Top 200
| Ghost in de NPO Klassiek Filmmuziek Top 200 | Ghost in de NPO Klassiek Filmmuziek Top 200 |
| Jaar                                        | 2025                                        |
| ------------------------------------------- | ------------------------------------------- |
| Positie                                     | 174                                         |

## Prijzen en nominaties
| Jaar | Prijs                 | Categorie        | Genomineerde(n) | Uitslag     |
| ---- | --------------------- | ---------------- | --------------- | ----------- |
| 1991 | Academy Award (Oscar) | Beste filmmuziek | Maurice Jarre   | Genomineerd |